# Mohamed Diop (football)
Pour les articles homonymes, voir Mohamed Diop et Diop.
Mohamed Diop né le 23 avril 1992 est un footballeur international sénégalais évoluant au poste de milieu de terrain et avant centre.

## Carrière

### En club
Formé au Maghreb de Fès, il évolue au club fassi depuis 2 ans, avec lequel il remporte la Coupe du Trône,la Coupe de la CAF et la Supercoupe de la CAF.

### En équipe nationale
Il évolue en sélection olympique du Sénégal depuis le 10 avril 2012, il fut sélectionné pour un match amical contre le Mexique où il marqua l'unique but des lionceaux par penalty pour une défaite (2-1).

## Palmarès
Maghreb de Fès
- Championnat du Maroc
  - Vice-Champion : 2011

- Tournoi Antifi
  - Vainqueur en 2011
- Coupe de la confédération
  - Vainqueur en  2011
- Coupe du trône
  - Vainqueur : 2011
  - Finaliste : 2010
- Supercoupe de la CAF
  - Vainqueur : 2012